# Bartholomeus Breenbergh

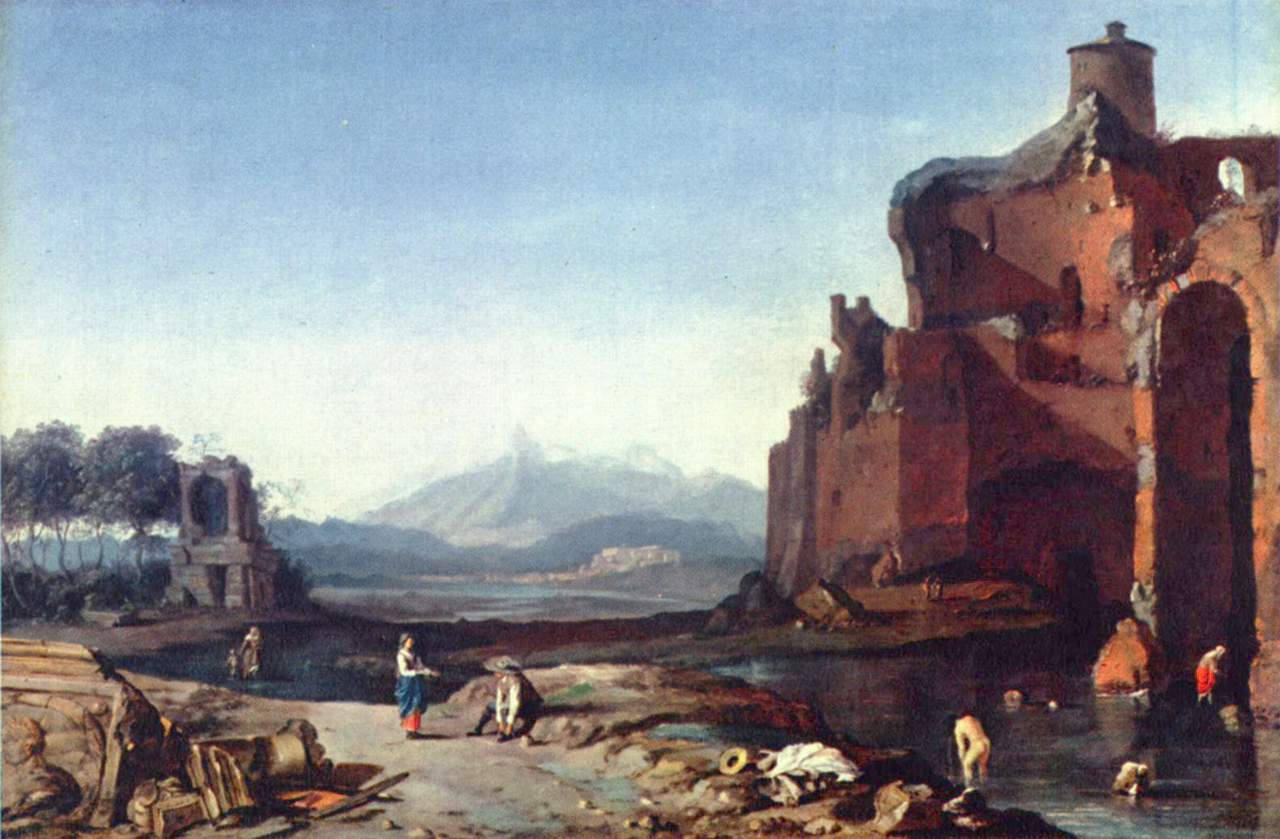
Paisaje italiano (Mauritshuis de La Haya).

Bartholomeus Breenbergh (Deventer, noviembre de 1598-Ámsterdam, octubre de 1657) fue un pintor y grabador holandés de la época barroca, especializado en el paisaje clasicista de influencia italiana.

## Biografía
Breenbergh estuvo durante la mayor parte de la década de 1620 en Roma, donde fue estudiante del pintor Paul Brill y convivió con Frans van de Kasteele. Pero fijándonos en su obra, también se detecta una gran influencia del estilo de Cornelis van Poelenburgh (tal es así, que muchas veces es difícil distinguir las obras de ambos pintores) y de Adam Elsheimer. Breenbergh pintó algunas obras junto a Poelenburg, al igual que lo hizo con Elsheimer, de las cuales sólo se conocen unas pocas. En sus obras también se nota la influencia de Claudio de Lorena.
Breenbergh fue uno de los pintores fundadores de la sociedad Bentvueghels (Pájaros de una pluma), formada por pintores flamencos y holandeses presentes en Roma entre los años 1620-1720. En ella, Breenbergh tenía el apodo de «el hurón».
Entre 1627 y 1628, Breenbergh volvió a los Países Bajos, y se instaló en Ámsterdam en 1633. Allí se casó el 27 de agosto de 1633 con Rebecca Schellingwouw; el pastor de Ámsterdam Anthonis Schellingwouw fue su cuñado. En su estudio, Breenbergh se hizo amigo de su colega Pieter Potter.
Cuando el pintor contaba con cerca de 60 años, murió en 1657 en Ámsterdam.

## Obra
Fue un pintor paisajista que recibió la influencia del paisaje clásico italiano. Junto con Poelenburgh fue uno de los principales iniciadores del gusto por los paisajes de estilo italiano en los Países Bajos.

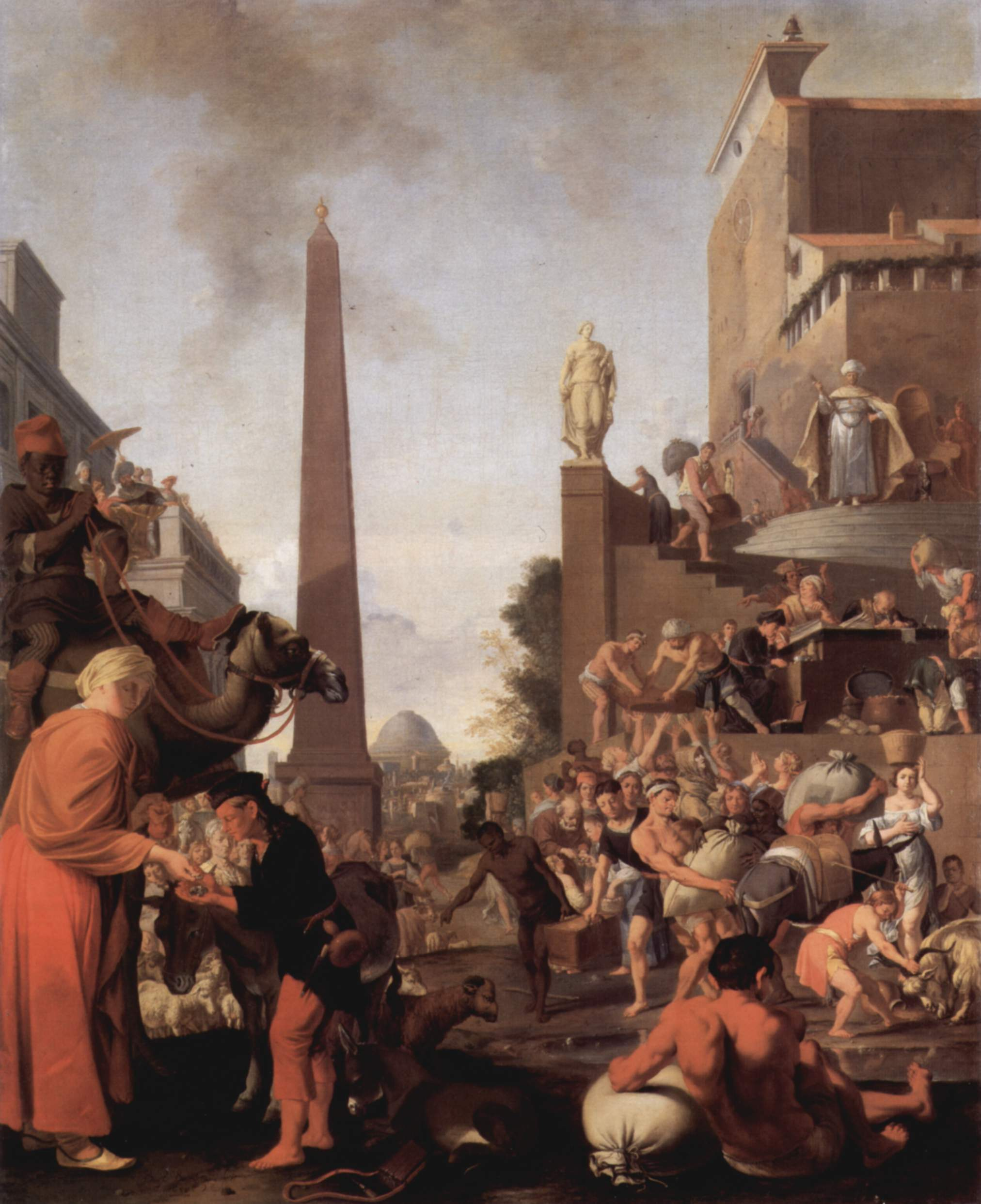
José envía grano (Instituto Barber de Bellas Artes, Birmingham).

En Ámsterdam realizó pinturas y grabados basados en los dibujos que realizó durante su viaje a Italia. En esta época, recibió la influencia de los pintores predecesores de Rembrandt, como Pieter Lastman y Nicolaes Moeyaert, pero a diferencia de estos, situaba sus escenas bíblicas o mitológicas en paisajes de la campiña romana, a menudo con ruinas clásicas.
Sus dibujos son mucho más frescos y audaces, y a menudo han pasado bajo la autoría de Claudio de Lorena, como es el caso de dos ejemplos de la Christ Church de Oxford. 
Los grabadores Johannes de Bisshop, Jacques Gabriel Huquier, Pieter Nolpe y M. Schaep recrearon después en sus obras pinturas de Breenbergh.
Los artistas L. M. Bacheley, Claude Victor de Boissieu, Jean Louis Daudet, Thérèse Chenu (y los hermanos de ésta, Victoire y Pierre), se influenciaron de las obras de Breenbergh.
En 1644, el pintor Jacob Backer realizó un retrato de Breenbergh, que fue mostrado en 1903 en una exposición en La Haya; erróneamente se identificó como un autorretrato de Backer y solamente mucho después, pudo ser corregido el error.